# 경희의료원교육협력중앙병원
경희의료원 교육협력 중앙병원은 경상남도 김해시에 있는 종합병원이다.

## 연혁
1994.중앙의원 설립
1997.종합병원 승격
2001.본관 증측준공,지역 응급의료센터 지정
2002.암센터 개소
2004.인턴 수련병원 지정
2006.PHILIPS MRI 1.5T 도입
2010.응급의학센터 개설,로보닥 인공관절센터 개설
2012.김해중앙병원 동관 증축 착공식
2013.signa EXCITE HD 1.5 MRI 도입
2014.동관 증측준공, 달빛어린이병원 개소, 김해중앙병원 장례식장 개소식, 보건복지부 지정 지역응급의료센터 승격, (구)조은 현대병원 인수
2015.고용노동부 평가 특수건강진단 우수기관 S등급 획득, 보건복지부 지정 국민 안심병원 지정, 보건복지부 지정 작업환경측정기관 지정,양산 웅상중앙병원 개원
2016.건강보험심사평가원 평가만성폐쇄성폐질환 적정성평가 1등급 획득
2017.경희대학교 의료협력병원 MOU 체결,특수건강진단평가 S등급 기관 선정,보건복지부 인증기관"김해최초 급성기병원" 인증획득
2018.경희의료원 교육협력 중앙병원 명칭 변경

## 진료과/센터

### 센터
척추센터,관절센터,내시경센터,심장센터,혈관센터,건강증진센터,암수술센터,치과,임플란트 센터

### 진료과
심장내과,소화기내과,호흡기내과,신장내과,흉부외과,혈관외과,외과,정형외과,산부인과,소아청소년과,신경외과,신경과,재활의학과,안과,피부과,응급의학과,비뇨의학과,영상의학과
이비인후과,진단검사의학과,정신건강의학과,마취통증의학과,치과,가정의학과,직업환경의학과